# Чентрале (Виченца)
Чентрале је насеље у Италији у округу Виченца, региону Венето.
Према процени из 2011. у насељу је живело 1231 становника. Насеље се налази на надморској висини од 176 м.